# Choristoneura parallela
Choristoneura parallela es una especie de polilla del género Choristoneura, tribu Archipini, subfamilia Tortricinae. Fue descrita científicamente por Robinson en 1869.

## Distribución
Se distribuye por América del Norte: Estados Unidos (Nueva York).